# Otto Flössel
Otto Flössel (* 1. Juli 1891 in Laubegast; † 29. Oktober 1964 in Bautzen) war ein deutscher Lehrer und Heimatschriftsteller.

## Leben und Wirken
Nach Schulbesuch und Ausbildung zum Deutschlehrer erhielt er 1915 in Bautzen eine Anstellung. Neben seiner schulischen Tätigkeit verfasste er u. a. eine Stilkunde für besseres Deutsch und einen Führer durch die schönsten Teile der Oberlausitz. 1933 wurde er aufgrund seiner jüdischen Ehefrau aus dem Schuldienst entlassen. 1945 erfolgte seine Ernennung zum Kreisschulrat.

## Schriften (Auswahl)
- Vergangenes aus der Wendei In: Hausbücher für Sachsen. 2. Jg., Heft 2 (Februar 1921), S. 2–5.
- Gehen wir einem Kriege entgegen? Eine Erinnerung. Schirgiswalde [1912].
- Waldrain. Groh, Dresden 1920.
- Aus der Bautzener Heimat. Meißen [1924].
- (mit Alfred Mittasch): Besseres Deutsch! Grundzüge einer deutschen Stilkunde. Huhle, Dresden 1934.
- Sohland, Spree und Umgegend. Ein Führer durch die schönsten Teile der Oberlausitz. Teile 1–4, Beiersdorf o. J.